# Baryonová temná hmota
V astronomii a kosmologii je baryonová temná hmota temná hmota složena z baryonů. Je pravděpodobné, že pouze malá část temné hmoty ve vesmíru je baryonická.

## Vlastnosti
Jako "temná hmota" je baryonická temná hmota nezjistitelná skrze emitovaného záření, ale její přítomnost může být odvozena z gravitačních účinků na viditelnou hmotu. Tato forma temné hmoty se skládá z "baryonů", těžkých subatomárních částic, jako jsou protony a neutrony a jejich kombinací, včetně nevyzařujících obyčejných atomů.

## Přítomnost
Baryonická temné hmoty se může vyskytovat v nesvětelném plynu nebo v Masivních astrofyzikálních kompaktních halo objektech (MACHO), což mohou být zhuštěné objekty, jako jsou černé díry, neutronové hvězdy, bílí trpaslíci, velmi slabé hvězdy, nebo nesvítící objekty, jako jsou planety, a hnědí trpaslíci.

## Odhady množství
Celkové množství baryonické temné hmoty může být odvozeno z modelů nukleosyntézy Velkého Třesku a pozorování reliktního záření. Oba tyto zdroje ukazují, že množství baryonické temná hmoty je mnohem menší než celkové množství temné hmoty.

### Nukleosyntéza Velkého třesku
Z pohledu nukleosyntézy Velkého třesku, větší množství obyčejných (baryonických) objektů znamená hustší raný vesmír, více efektivní přeměnu hmoty na helium-4 a méně nespáleného zbývajícího deuteria. Pokud by všechna temné hmoty ve vesmíru byly baryonická, pak by bylo ve vesmíru mnohem méně deuteria než je pozorováno. To by mohlo být vyřešeno, pokud by bylo nějak vytvořeno více deuteria, ale i přes velké úsilí v 70. letech se nepodařilo identifikovat věrohodné mechanismy pro to jak by k tomu mohlo. Například MACHO objekty, které zahrnují, mimo jiné, hnědé trpaslíky (objekty z vodíku a helia s hmotností méně než 8 setin hmotnosti Slunce), které nikdy nezahájí jadernou fúzi vodíku, ale spalují deuterium. Další možnosti, která byla zkoumána je "gold coast", což jsou objekty podobné jako hnědí trpaslíci ale s hmotností kolem tisíciny hmotnosti Slunce {\displaystyle \sim } 0,001 M☉ (2×1027 kg) and do not burn anything, and white dwarfs a bílí trpaslíci.